# Колібрі-зіркохвіст фіолетововолий
Колі́брі-зіркохві́ст фіолетововолий (Urosticte benjamini) — вид серпокрильцеподібних птахів родини колібрієвих (Trochilidae). Мешкає в Колумбії і Еквадорі.

## Опис

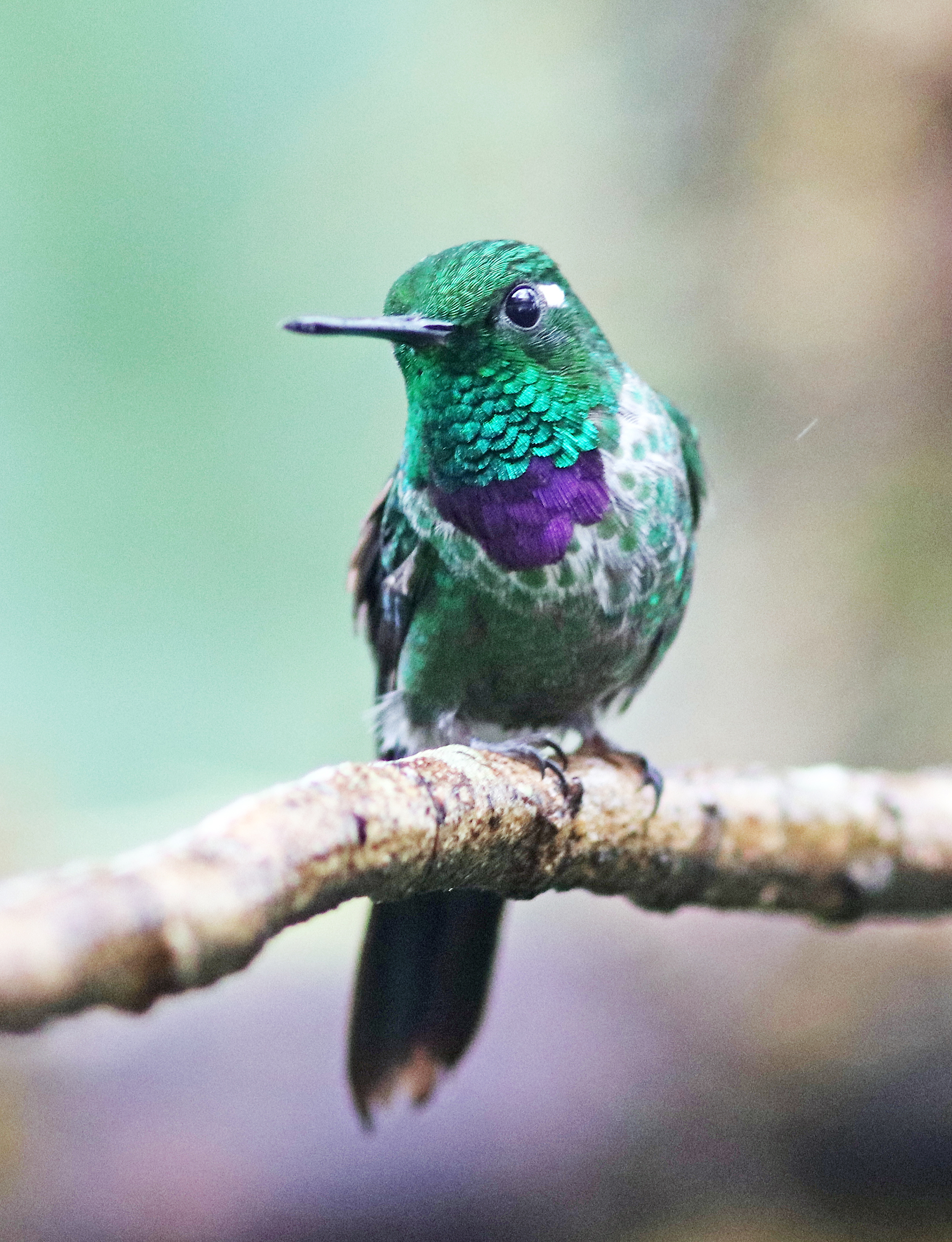
Фіолетововолий колібрі-зіркохвіст (Еквадор)

Довжина птаха становить 7,5—9 см, вага 3,84,2 г. Виду притаманний статевий диморфізм. У самців верхня частина тіла зелена, блискуча, нижня частина горла фіолетова, груди білі, живіт сіруватий, поцяткований зеленими плямами. Хвіст темно-бронзовий, центральні стернові пера мають на кінчиках широкі, овальної форми білі плями. У самиць нижня частина тіла біла, сильно поцяткована зеленими плямами. Хвіст темно-бронзовий з фіолетовим кінчиком, крайні стернові пера мають білі кінчики. Дзьоб прямий, чорний, довжиною 20 мм, за очима помітні білі плями. Забарвлення молодих птахів є подібним до забарвлення самиць, пера на голові у них мають коричневі краї.

## Поширення і екологія
Фіолетововолі колібрі-зіркохвости мешкають на західних схилах Анд в Колумбії і північно-західному Еквадорі. Вони живуть у вологих гірських тропічних лісах та на узліссях, на висоті від 700 до 1600 м над рівнем моря, в Еквадорі переважно на висоті від 1200 до 1400 м над рівнем моря. Ведуть переважно осілий спосіб життя, в Еквадорі під час негніздового періоду мігрують в долини.

## Поведінка
Фіолетововолі колібрі-зіркохвости живляться нектаром квітів, яких шукають від підліску до крон дерев, зокрема з родин бромелієвих, вересових, бобових і маренових, а також доповнюють раціон комахами, яких збирають з рослинності або ловлять в польоті. Сезон розмноження в Еквадорі триває з січня по квітень. Гніздо чашоподібне, робиться з моху і папороті, розміщується в чагарниках або серед ліан в яру, на висоті від 2 до 4 м над землею. В кладці 2 яйця, інкубаційний період триває 16—18 днів.